# Copa Mundial de Béisbol de 2003
La XXXV Copa Mundial de Béisbol se llevó en Cuba del 2 de septiembre al 17 de septiembre de 2003. Los países se dividieron en dos grupos de ocho y siete, y los primeros cuatro de cada grupo se clasificaron para las finales. El jugador más valioso fue Takashi Yoshiura de Japón.

## Primera ronda

### Grupo A
| Posición | Equipo        | Ganados | Perdidos |
| -------- | ------------- | ------- | -------- |
| 1        | Cuba          | 6       | 0        |
| 2        | Nicaragua     | 4       | 2        |
| 3        | China Taipéi  | 3       | 3        |
| 4        | Corea del Sur | 3       | 3        |
| 5        | Canadá        | 3       | 3        |
| 6        | Italia        | 1       | 5        |
| 7        | Rusia         | 1       | 5        |

### Grupo B
| Posición | Equipo         | Ganados | Perdidos |
| -------- | -------------- | ------- | -------- |
| 1        | Japón          | 7       | 0        |
| 2        | Estados Unidos | 5       | 1        |
| 3        | Panamá         | 5       | 2        |
| 4        | Brasil         | 4       | 3        |
| 5        | Países Bajos   | 3       | 3        |
| 6        | México         | 2       | 5        |
| 7        | China          | 1       | 6        |
| 8        | Francia        | 0       | 7        |

## Ronda final
|  | Cuartos de final | Cuartos de final |        |              | Semifinales            | Semifinales            |  |  | Final | Final |
|  |                  |                  |        |              |                        |                        |  |  |       |       |
|  |                  |                  |        |              |                        |                        |  |  |       |       |
|  |                  |                  |        |              |                        |                        |  |  |       |       |
|  | Cuba             | 4                |        |              |                        |                        |  |  |       |       |
|  | Cuba             | 4                |        |              |                        |                        |  |  |       |       |
|  | Brasil           | 3                |        |              |                        |                        |  |  |       |       |
|  | Brasil           | 3                | Cuba   | 6            |                        |                        |  |  |       |       |
|  |                  |                  | Cuba   | 6            |                        |                        |  |  |       |       |
|  |                  | China Taipéi     | 3      |              |                        |                        |  |  |       |       |
|  | China Taipéi     | China Taipéi     | 3      | 2            |                        |                        |  |  |       |       |
|  | China Taipéi     |                  |        | 2            |                        |                        |  |  |       |       |
|  | Estados Unidos   | 1                |        |              |                        |                        |  |  |       |       |
|  | Estados Unidos   | 1                | Cuba   | 4            |                        |                        |  |  |       |       |
|  |                  |                  | Cuba   | 4            |                        |                        |  |  |       |       |
|  |                  | Panamá           | 2      |              |                        |                        |  |  |       |       |
|  | Panamá           | Panamá           | 2      | 5            |                        |                        |  |  |       |       |
|  | Panamá           |                  |        | 5            |                        |                        |  |  |       |       |
|  | Nicaragua        | 0                |        |              |                        |                        |  |  |       |       |
|  | Nicaragua        | 0                | Panamá | 4            | Tercer y cuarto puesto | Tercer y cuarto puesto |  |  |       |       |
|  |                  |                  | Panamá | 4            | Tercer y cuarto puesto | Tercer y cuarto puesto |  |  |       |       |
|  |                  | Japón            | 1      |              |                        |                        |  |  |       |       |
|  | Japón            | Japón            | 1      | 2            | Japón                  | 7                      |  |  |       |       |
|  | Japón            |                  |        | 2            | Japón                  | 7                      |  |  |       |       |
|  | Corea del Sur    | 0                |        | China Taipéi | 3                      |                        |  |  |       |       |
|  | Corea del Sur    | 0                |        |              | 3                      |                        |  |  |       |       |
|  |                  |                  |        |              |                        |                        |  |  |       |       |
|  |                  |                  |        |              |                        |                        |  |  |       |       |

|  | Clasificación por 5° al 8° lugar | Clasificación por 5° al 8° lugar |   |        | 5° lugar       | 5° lugar |  |
|  |                                  |                                  |   |        |                |          |  |
|  |                                  |                                  |   |        |                |          |  |
|  | Estados Unidos                   | 13                               |   |        |                |          |  |
|  | Brasil                           | 4                                |   |        |                |          |  |
|  |                                  |                                  |   |        |                |          |  |
|  |                                  |                                  |   |        |                |          |  |
|  |                                  |                                  |   |        | Estados Unidos | 13       |  |
|  |                                  | Nicaragua                        | 2 |        |                |          |  |
|  |                                  |                                  |   |        |                |          |  |
|  |                                  |                                  |   |        |                |          |  |
|  |                                  |                                  |   |        | 7° lugar       |          |  |
|  |                                  |                                  |   |        |                |          |  |
|  | Nicaragua                        | 5                                |   | Brasil | 8              |          |  |
|  | Corea del Sur                    | 3                                |   |        | Corea del Sur  | 3        |  |

| Cuba                   |
| Campeón Cuba           |
| Vigésimo cuarto título |

## Clasificación Final
| Posición | Equipo         | Ganados | Perdidos |
| -------- | -------------- | ------- | -------- |
| 1        | Cuba           | 9       | 0        |
| 2        | Panamá         | 7       | 3        |
| 3        | Japón          | 9       | 1        |
| 4        | China Taipéi   | 4       | 5        |
| 5        | Estados Unidos | 7       | 3        |
| 6        | Nicaragua      | 5       | 4        |
| 7        | Brasil         | 6       | 4        |
| 8        | Corea del Sur  | 3       | 6        |
| 9        | Canadá         | 3       | 3        |
| 10       | Países Bajos   | 3       | 3        |
| 11       | México         | 2       | 5        |
| 12       | Rusia          | 1       | 5        |
| 13       | Italia         | 1       | 5        |
| 14       | China          | 1       | 6        |
| 15       | Francia        | 0       | 7        |